# Холостяк Гари
Холостяк Гари (англ. Gary Unmarried, США, 2008—2010) — телесериал в жанре ситуационная комедия, производство компаний ABC Studios и CBS Television Studios.

## Создание
Идея создания сериала принадлежит сценаристу Эду Йегеру. На роль Гари Брукса был выбран Джей Мор, ранее снимавшийся в фильме Джерри Магуайер и в фантастическом сериале Ghost Whisperer, а на роль его жены Элисон Брукс — Паула Маршалл.

## Сюжет
Гари Брукс, работник малярной компании, разводится со своей женой, Элисон. Вскоре после развода Гари начинает встречаться с другой девушкой, Ванессой, а Элисон — с семейным психоаналитиком Уолтером. При этом у Гари остаются двое детей от первого брака — Том и Луиза…

## Персонажи
- Гари Брукс (англ. Gary Brooks, актёр — Джей Мор). Владелец маленькой малярной компании. После развода с Элисон часто ссорится с ней, однако нередко делает попытки сблизиться с женой. Недолюбливает Уолтера и подшучивает над ним.
- Элисон Брукс (англ. Allison Brooks, актриса — Паула Маршалл). Бывшая жена Гари и мать Тома и Луизы.
- Том Брукс (англ. Tom Brooks, актёр — Райан Малгарини). Сын Гари и Элисон.
- Луиза Брукс (англ. Louise Brooks, в пилотном эпизоде актриса — Лора Марано, со второго эпизода актриса — Кэтрин Ньютон). Дочь Гари и Элисон. Отличница в школе.
- Ванесса Флад (англ. Vanessa Flood, актриса — Джейми Кинг). Подруга Гари, с которой он начал встречаться после развода. Их отношения длились некоторое время, однако затем они решили расстаться.
- Уолтер Крандалл (англ. Walter Krandall, актёр — Эд Бэгли мл.). Психоаналитик, к которому Гари и Элисон обращались до развода, пытаясь сохранить брак. Находится в напряжённых отношениях с Гари.

## Критика и восприятие
Сериал получил средние оценки критиков. В частности, некоторыми рецензентами шоу было названо «посредственным» и «похожим на другие сериалы», несмотря на удачный подбор актёров и интересный сценарий.